# メロン・なじみのスパークリング☆KISS
メロン・なじみのスパークリング☆KISSはテレビアニメ『アキカン!』に関連したインターネットラジオである。アニメイトTVとマリン・エンタテインメントで配信された。成田紗矢香（メロン役）と豊崎愛生（天空寺なじみ役）がラジオパーソナリティを務めた番組である。

## 概要
テレビアニメ『アキカン!』に関連したWebラジオである。『アキカン!』の情報関連などを特集した。

## 配信
- 配信期間：2008年12月19日 - 2009年4月24日

### 配信サイト
- アニメイトTV
- マリン・エンタテインメント

※ いずれも毎週金曜日の更新
- 音泉
  - 2008年4月7日より毎週火曜日に2回分更新

## パーソナリティ
- 成田紗矢香（メロン役）
- 豊崎愛生（天空寺なじみ役）

## コーナー
- ふつおた
  - リスナーからのふつおた紹介コーナー。
- ナンでもガーリッシュ[1]！ エレクトバトラー
  - リスナーから送られてきた身の回りの物を、テレビアニメ『アキカン!』のように女の子に変化させ、パーソナリティ二人が対決する。より萌える女の子を作った方が勝ち。
- もったいないお化けが出ちゃうよ！
  - リスナーから送られてきたもったいない事を、もったいないお化けが出ないよう、なじみ（豊崎愛生）が供養するコーナー。
- ニュースエレクト
  - テレビアニメ『アキカン!』に関連したニュースコーナー。「豊崎アキステル」（豊崎愛生）、「成田サヤステル」（成田紗矢香）がニュースを読む。
- ペコカン劇場！
  - リスナーから送られた話を元にドラマ仕立ての物語を演じるコーナー。
- じんせいソーダん イッキ飲み！
  - リスナーから送られてきた悩み相談に一刀両断で答えるコーナー。

## ゲスト
| 配信回 | 配信日        | ゲスト出演者                 |
| ------ | ------------- | ---------------------------- |
| 第2回  | 2009年1月16日 | ちゃーみー♡くいーん          |
| 第3回  | 2009年1月23日 | のみこ                       |
| 第5回  | 2009年2月6日  | 悠木碧                       |
| 第7回  | 2009年2月20日 | 大久保藍子                   |
| 第9回  | 2009年3月6日  | 豊口めぐみ                   |
| 第10回 | 2009年3月13日 | 福山潤                       |
| 第11回 | 2009年3月19日 | 福山潤                       |
| 第12回 | 2009年3月27日 | ノゾミ（Little Non）         |
| 第14回 | 2009年4月10日 | 日巻裕二（テレビアニメ監督） |
| 第16回 | 2009年4月24日 | 藍上陸（原作者）             |

## エピソード
「ナンでもガーリッシュ！ エレクトバトラー」のコーナーでは最終的に成田紗矢香が勝利し、豊崎愛生は罰ゲームとして恥ずかしいキャラでショートドラマの声を演じさせられた。

## モバイル番外版
携帯サイトのアニメイトON AIR!で、「メロン・なじみのスパークリング☆KISS モバイル」（愛称：スキモバ）が番外編として配信された。

## DJCD
- アキカン！メロン・なじみのスパークリング☆KISS（2009年6月24日）